# Episodi di Felicity (prima stagione)
La prima stagione della serie televisiva Felicity è stata trasmessa negli Stati Uniti a partire dal 29 settembre 1998 su The WB, mentre in Italia è stata trasmessa da Rai 2 a partire dal 16 febbraio 2002.
| nº | Titolo originale     | Titolo italiano           | Prima TV USA      | Prima TV Italia  |
| -- | -------------------- | ------------------------- | ----------------- | ---------------- |
| 1  | Graduation (Pilot)   | A scuola di vita          | 29 settembre 1998 | 16 febbraio 2002 |
| 2  | The Last Stand       | La scelta di Felicity     | 6 ottobre 1998    | 23 febbraio 2002 |
| 3  | Hot Objects          | Oggetti pericolosi        | 13 ottobre 1998   | 2 marzo 2002     |
| 4  | Boggled              | Stupore                   | 20 ottobre 1998   | 9 marzo 2002     |
| 5  | Spooked              | La moglie di Frankenstein | 27 ottobre 1998   | 16 marzo 2002    |
| 6  | Cheating             | A fin di bene             | 3 novembre 1998   | 23 marzo 2002    |
| 7  | Drawing the Line (1) | Linea di confine          | 10 novembre 1998  | 6 aprile 2002    |
| 8  | Drawing the Line (2) | La decisione di Julie     | 17 novembre 1998  | 13 aprile 2002   |
| 9  | Thanksgiving         | Un tacchino ruspante      | 24 novembre 1998  | 20 aprile 2002   |
| 10 | Finally              | La polvere dell'acume     | 15 dicembre 1998  | 27 aprile 2002   |
| 11 | Gimme an O!          | Lezioni di sesso          | 19 gennaio 1999   | 4 maggio 2002    |
| 12 | Friends              | Amiche                    | 29 febbraio 1999  | 11 maggio 2002   |
| 13 | Todd Mulcahy (1)     | L'ossessione di Todd      | 9 febbraio 1999   | 18 maggio 2002   |
| 14 | Todd Mulcahy (2)     | Medico o artista?         | 16 febbraio 1999  | 25 maggio 2002   |
| 15 | Love and Marriage    | Amore o matrimonio?       | 23 febbraio 1999  | 1º giugno 2002   |
| 16 | The fugue            | Ritorno di fiamma         | 2 marzo 1999      | 8 giugno 2002    |
| 17 | Assassins            | Tradimenti                | 20 aprile 1999    | 15 giugno 2002   |
| 18 | Happy Birthday       | Buon compleanno           | 27 aprile 1999    | 22 giugno 2002   |
| 19 | Docuventary          | Docuventario              | 4 maggio 1999     | 26 giugno 2002   |
| 20 | Connections          | Ben ha un problema        | 11 maggio 1999    | 6 luglio 2002    |
| 21 | The Force            | Abracadabra               | 18 maggio 1999    | 13 luglio 2002   |
| 22 | Felicity Was Here    | Il senso dell'amicizia    | 25 maggio 1999    | 20 luglio 2002   |

## A scuola di vita
- Titolo originale: Pilot
- Diretto da: Matt Reeves
- Scritto da: J. J. Abrams

### Trama
Dopo la cerimonia dei diplomi, Felicity decide di cogliere l'occasione per chiedere a Ben, un ragazzo per cui ha una cotta fin dall'inizio del liceo, di firmare il suo annuario; pur non conoscendosi il ragazzo impiega diverso tempo a scriverle una dedica. Dopo che Ben le restituisce l'annuario Felicity leggendo ciò che il ragazzo le ha scritto, ovvero che avrebbe voluto conoscerla meglio, decide di cambiare i suoi programmi per il college e trasferirsi a New York per seguire Ben.
Arrivata nella grande città, Felicity affronta un duro periodo per ambientarsi con la sua nuova vita al college in una città diversa dalla sua; l'aiuteranno Noel, ragazzo che supervisiona il piano del dormitorio in cui Felicity risiede e Julie matricola come lei.
La ragazza inoltre dovrà affrontare la realtà riguardo al suo "rapporto" con Ben.

## La scelta di Felicity
- Titolo originale: The Last Stand
- Diretto da: Matt Reeves
- Scritto da: J. J. Abrams

### Trama
Felicity è alle prese con l'improvviso arrivo a New York dei suoi genitori; giunti per vedere la sistemazione della figlia, i genitori di Felicity rimarranno esterrefatti per una serie di inconvenienti che si presentano nel corso della giornata. I due cercheranno di convincere la figlia a lasciare l'università di New York per iscriversi in una facoltà di medicina della California.
Nel frattempo Felicity scopre, attraverso la segreteria, che qualcuno ha chiesto di leggere il suo tema d'ammissione; essendo il tema incentrato su Ben, la ragazza, poiché in precedenza i due amici avevano discusso al riguardo, crede che sia stato proprio Ben a richiedere di poter leggere il suo tema.
Convinta di ciò, Felicity decide di inviare il suo tema a Ben per poi però pentirsene.

## Oggetti pericolosi
- Titolo originale: Hot Objects
- Diretto da: Brad Silberling
- Scritto da: J. J. Abrams

## Stupore
- Titolo originale: Boggled
- Diretto da: Todd Holland
- Scritto da: Mimi Schmir e J. J. Abrams

## La moglie di Frankenstein
- Titolo originale: Spooked
- Diretto da: Joan Tewkesbury
- Scritto da: Jennifer Levin

## A fin di bene
- Titolo originale: Cheating
- Diretto da: Marc Buckland
- Scritto da: Ed Redlich